# ZIL-131卡車

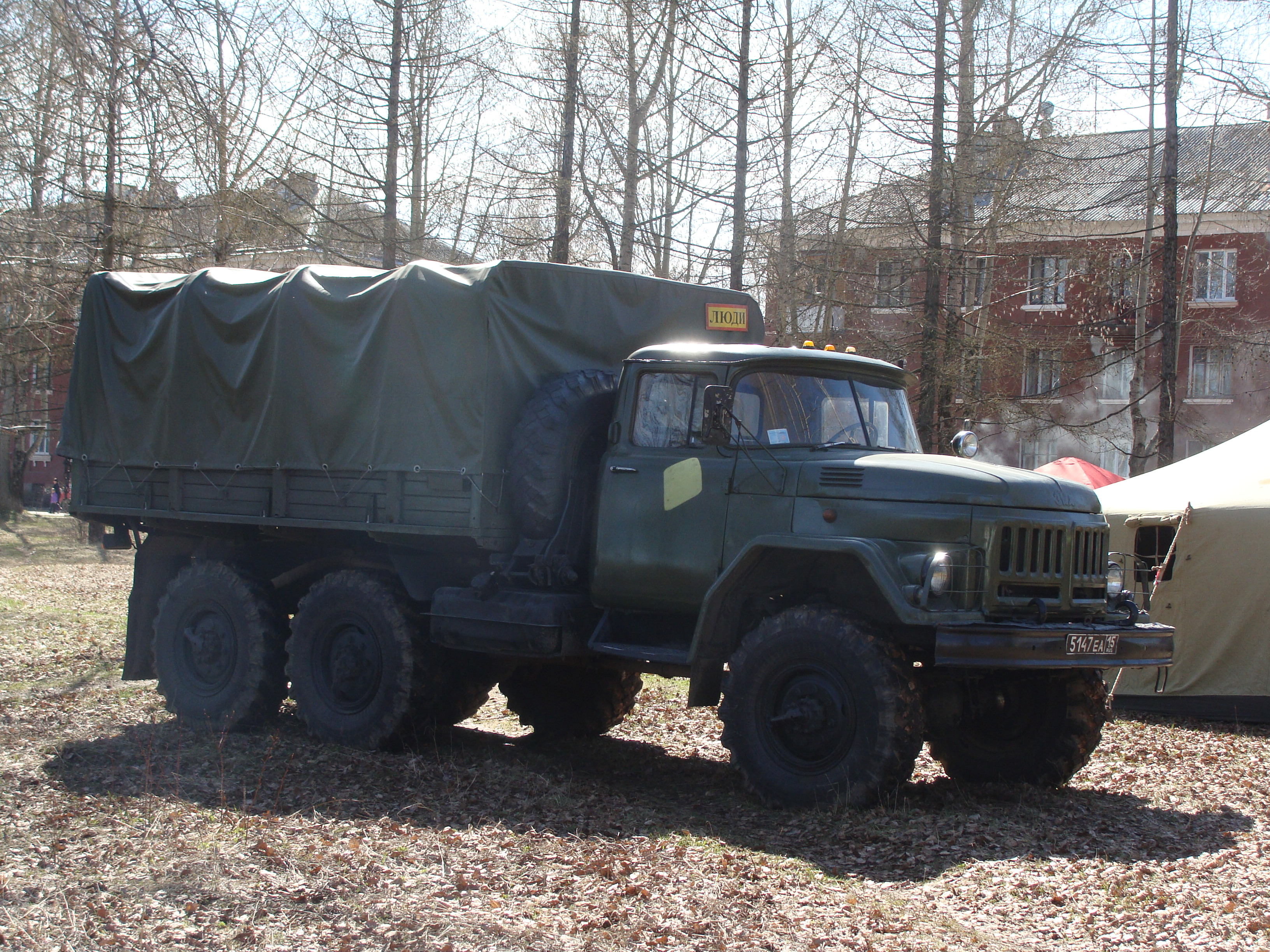
ZIL-131卡車

ZIL-131卡車是前蘇聯利哈乔夫汽车厂由1966年至1995年生產的軍用3.5噸6×6卡車，由民用的ZIL-130卡車發展而來，中國大陸以其ZIL的發音而稱為「吉爾-131卡車」。

## 基本資料[1]
- 全長:7.04米
- 全闊:2.49米
- 全高:2.97米
- 重量:6700公斤
- 航程:850公里
- 最快速度:90公里/小時
- 載重:3500公斤（越野）/5000公斤（公路）
- 動力:150匹馬力V8柴油發動機
- 基本載員:3人

## 型號

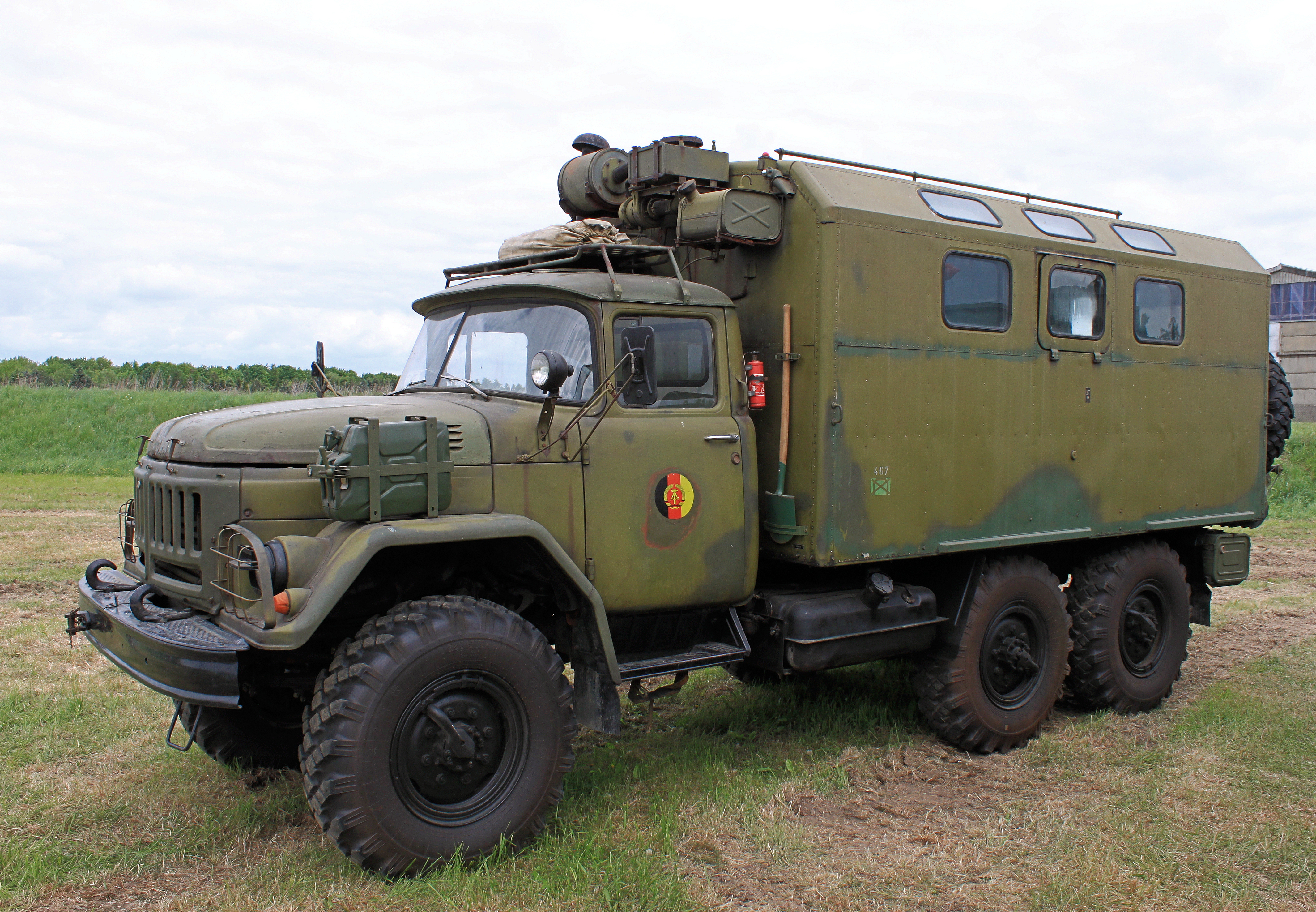
前東德的ZIL-131KShM

- ZIL-131
- ZIL-131N
- ZIL-131A
- ZIL-131NA
- ZIL-131V
- ZIL-131NV
- ZIL-131D
- ZIL-131N1
- ZIL-131N2
- ZIL-131S
- ZIL-131KShM

## 變形車

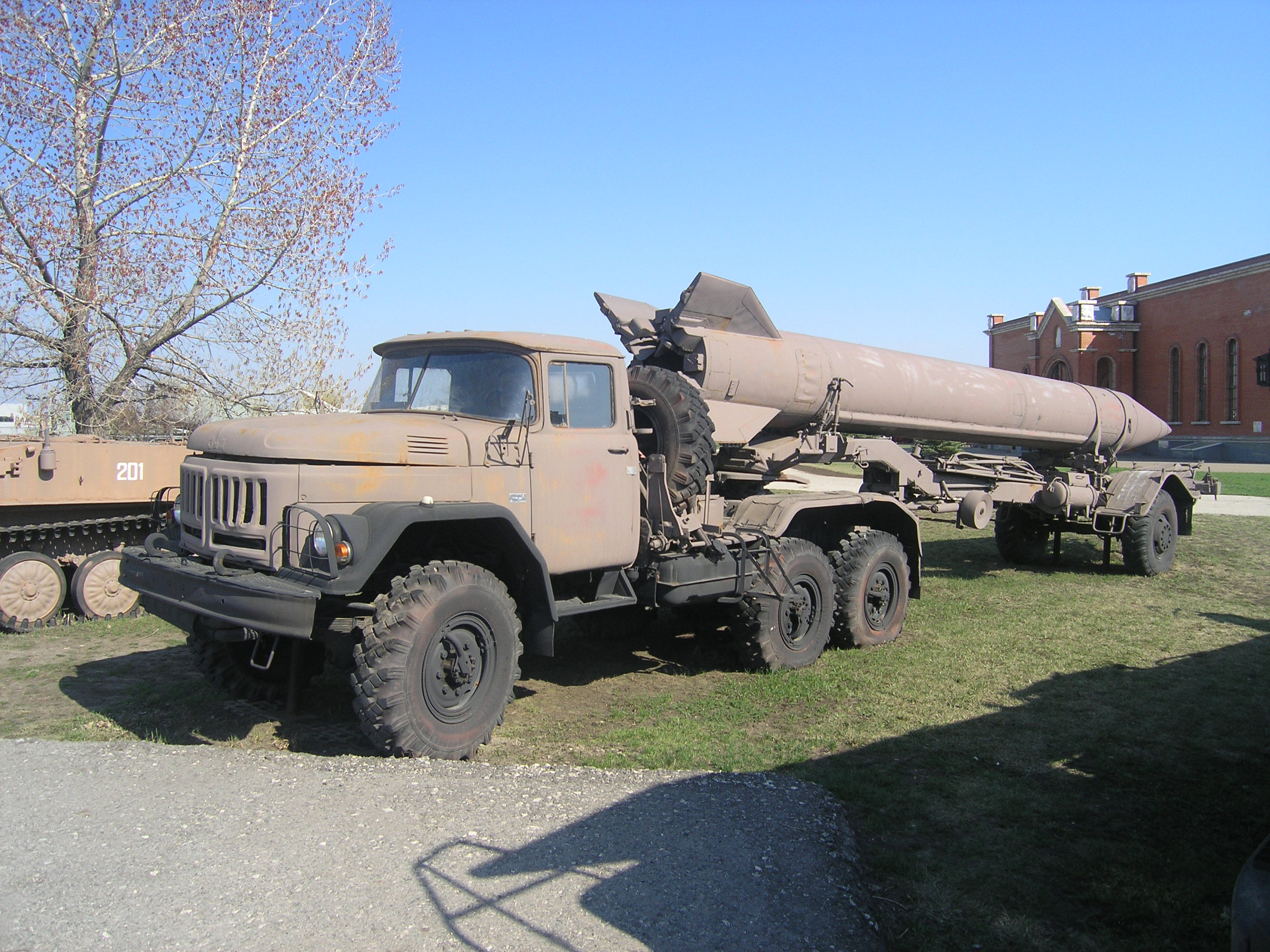
戰術地對地飛彈車
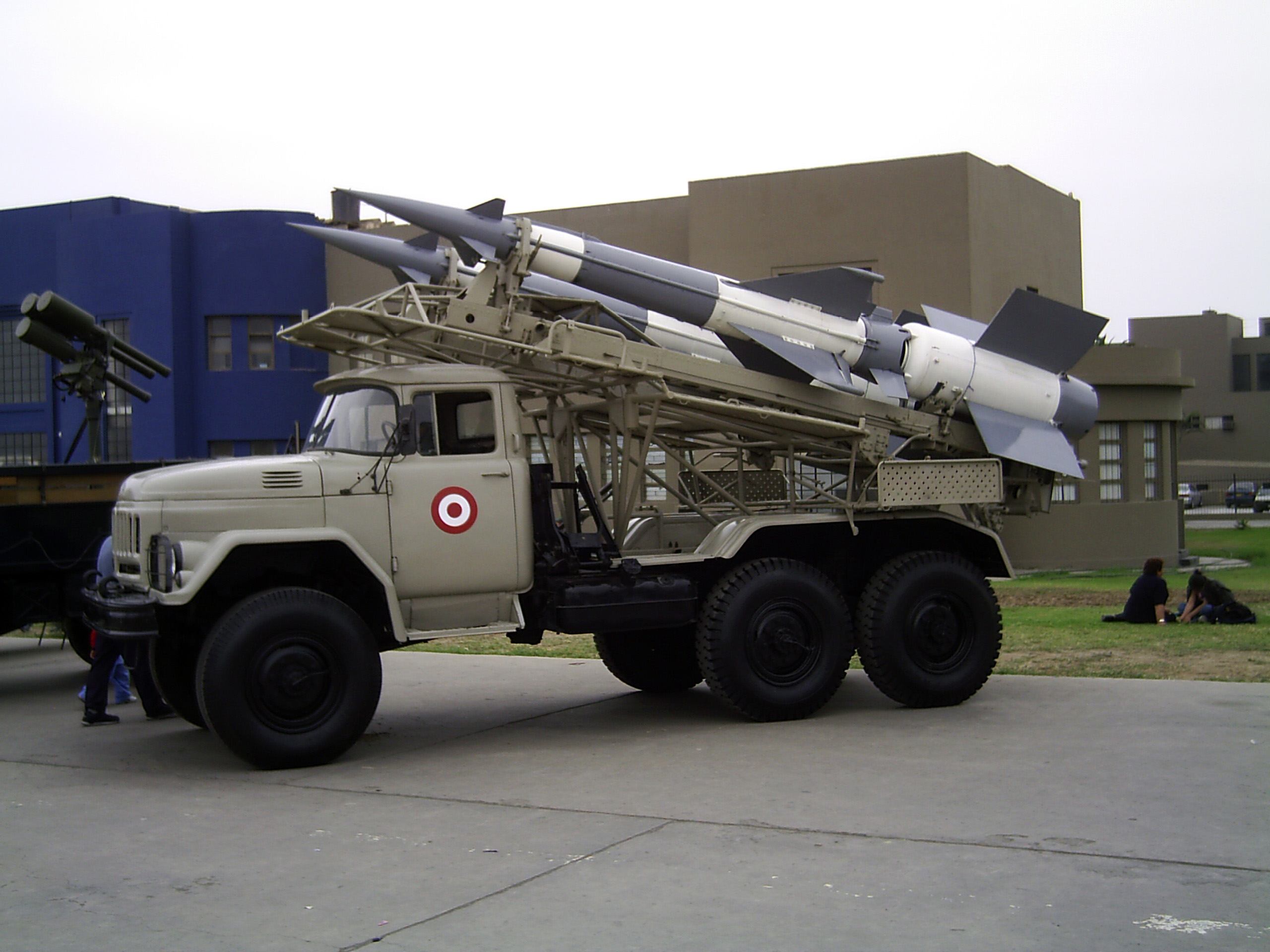
地對空飛彈車
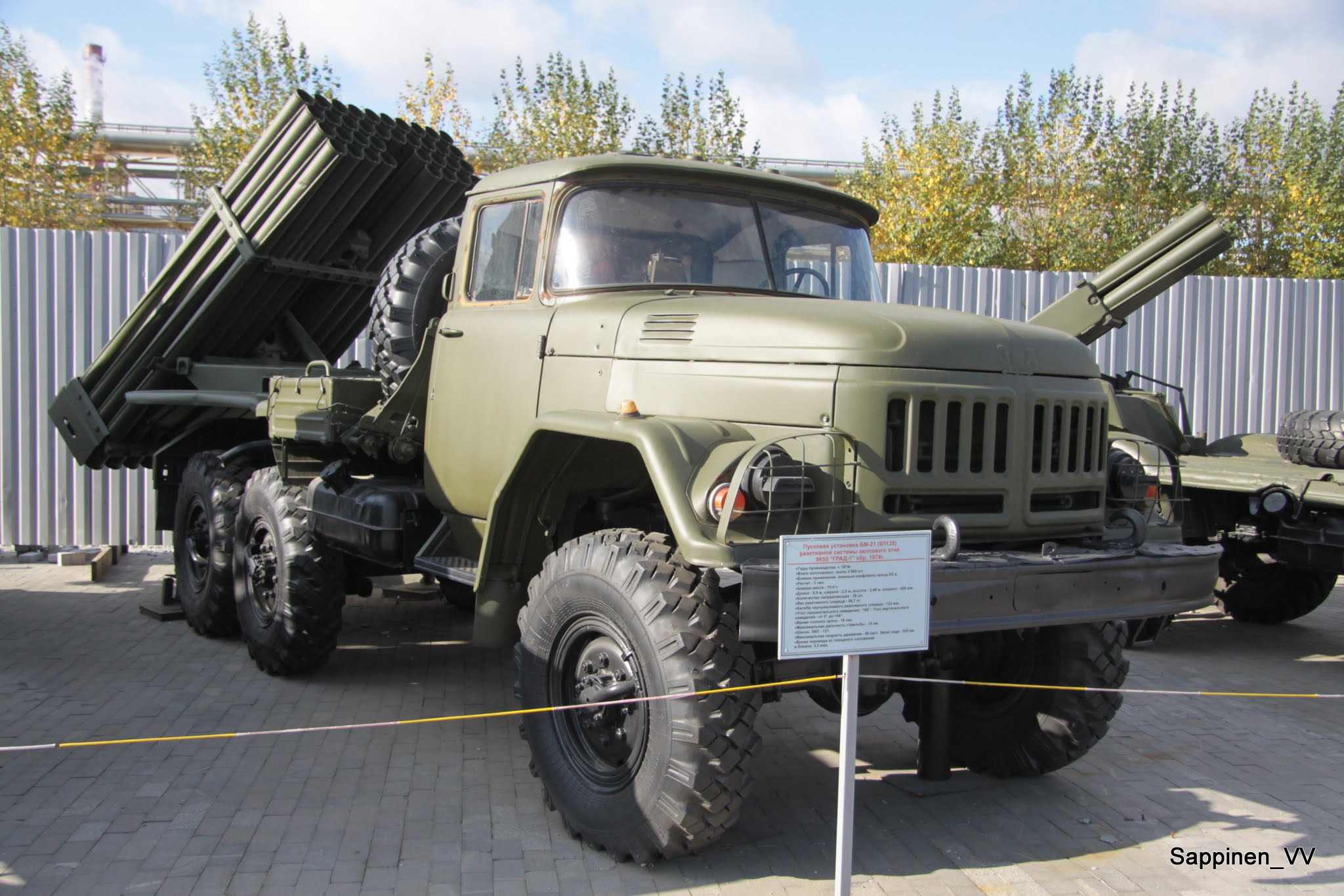
BM-21火箭車
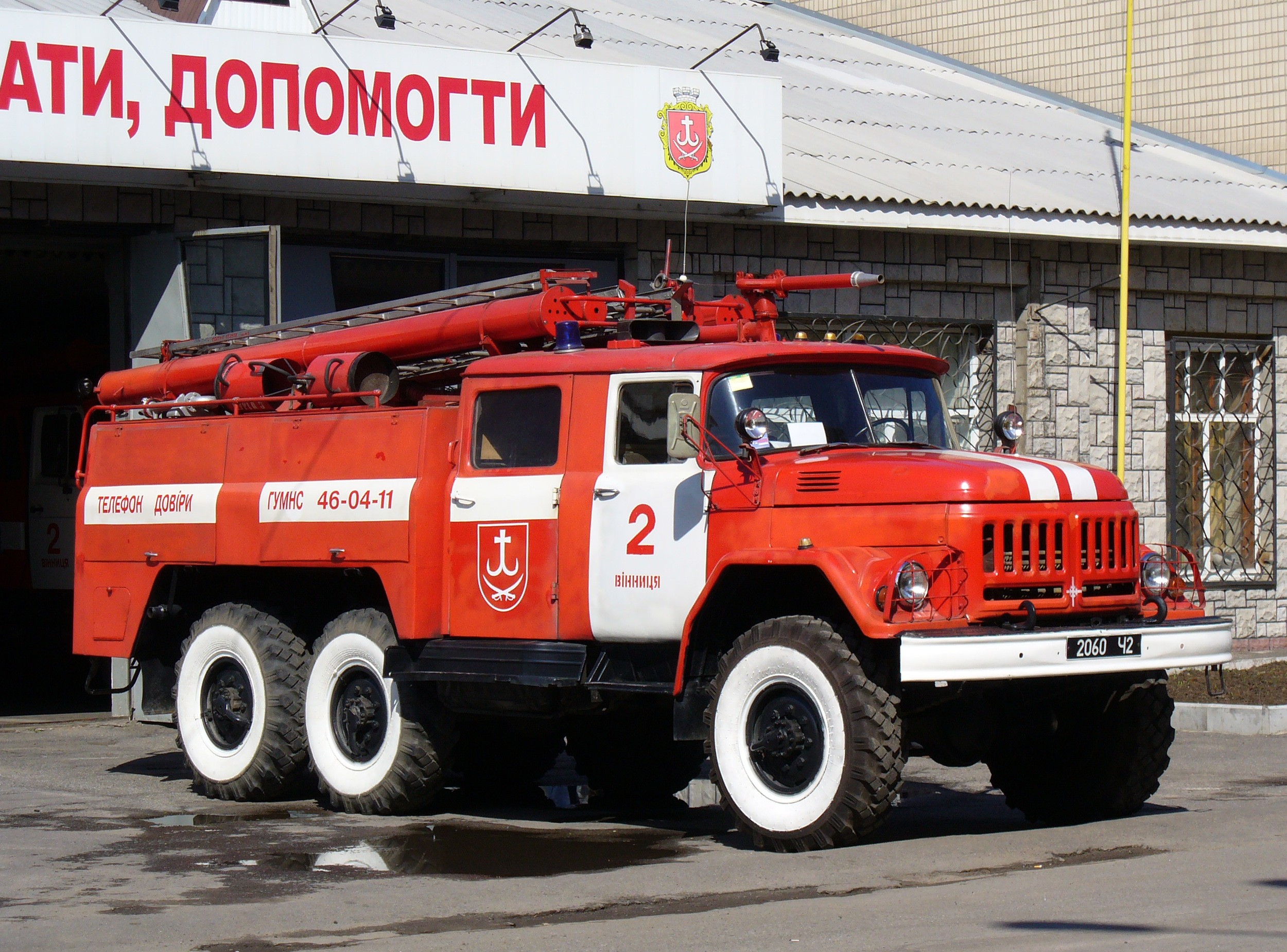
消防車
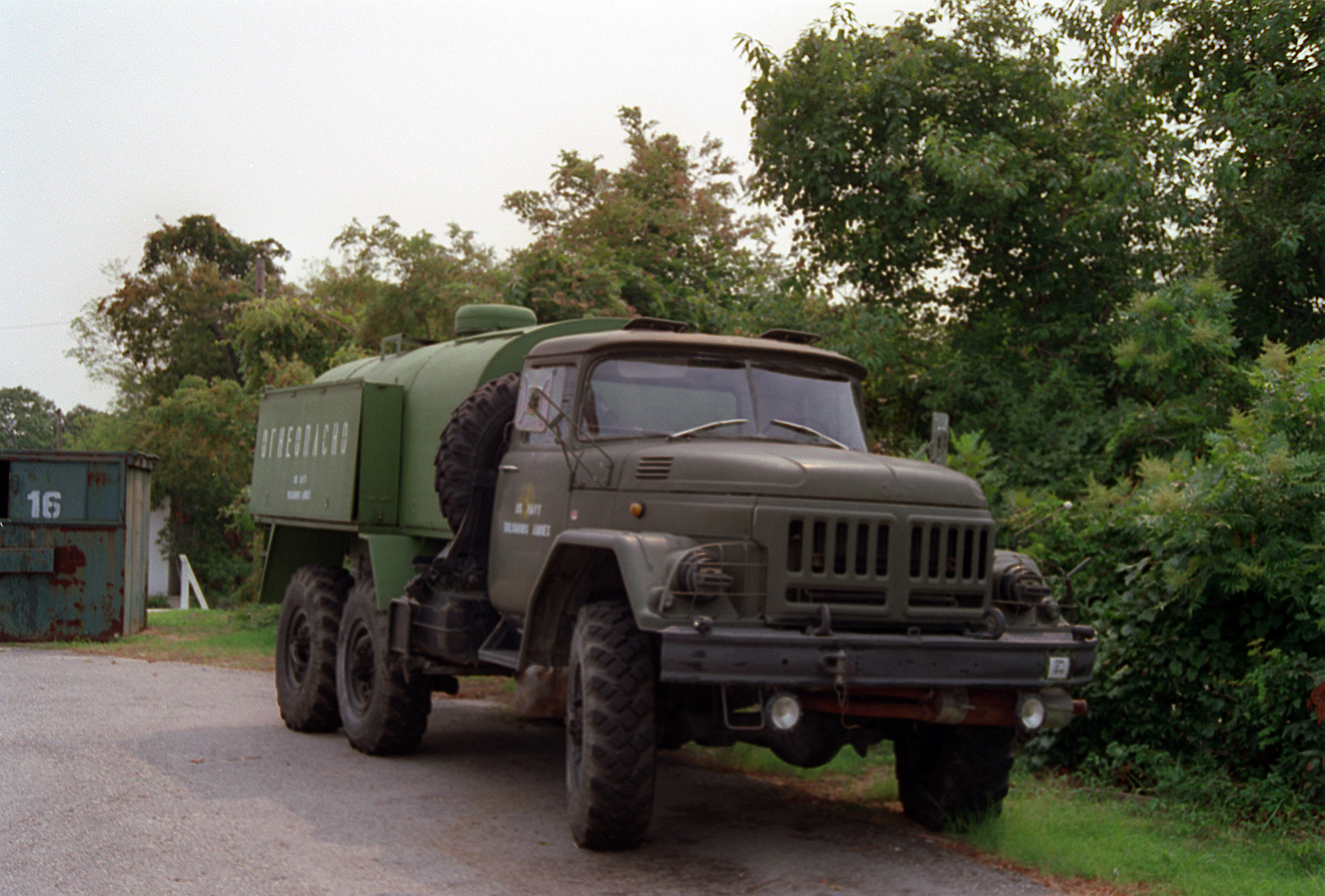
運油車
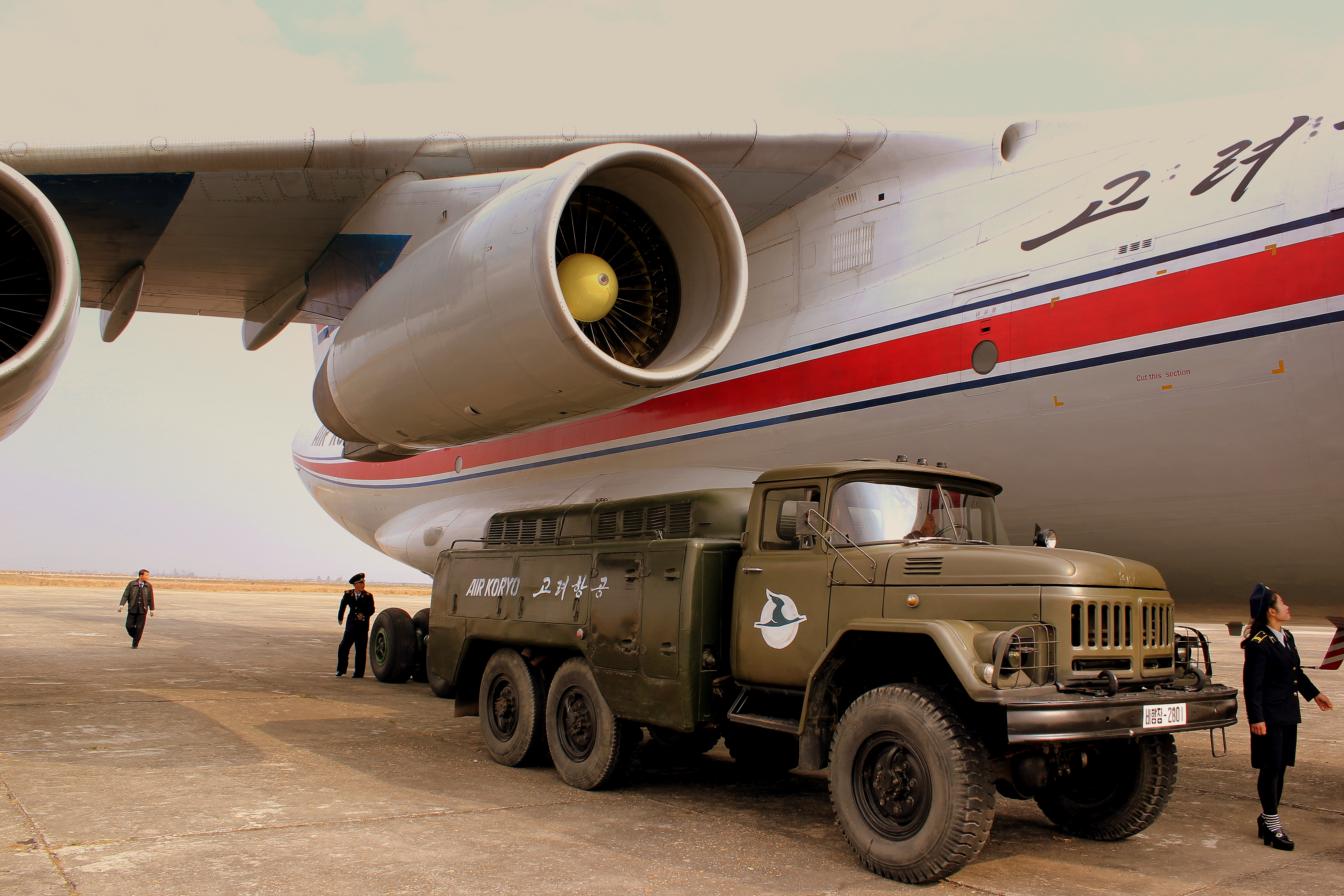
飛機加油車
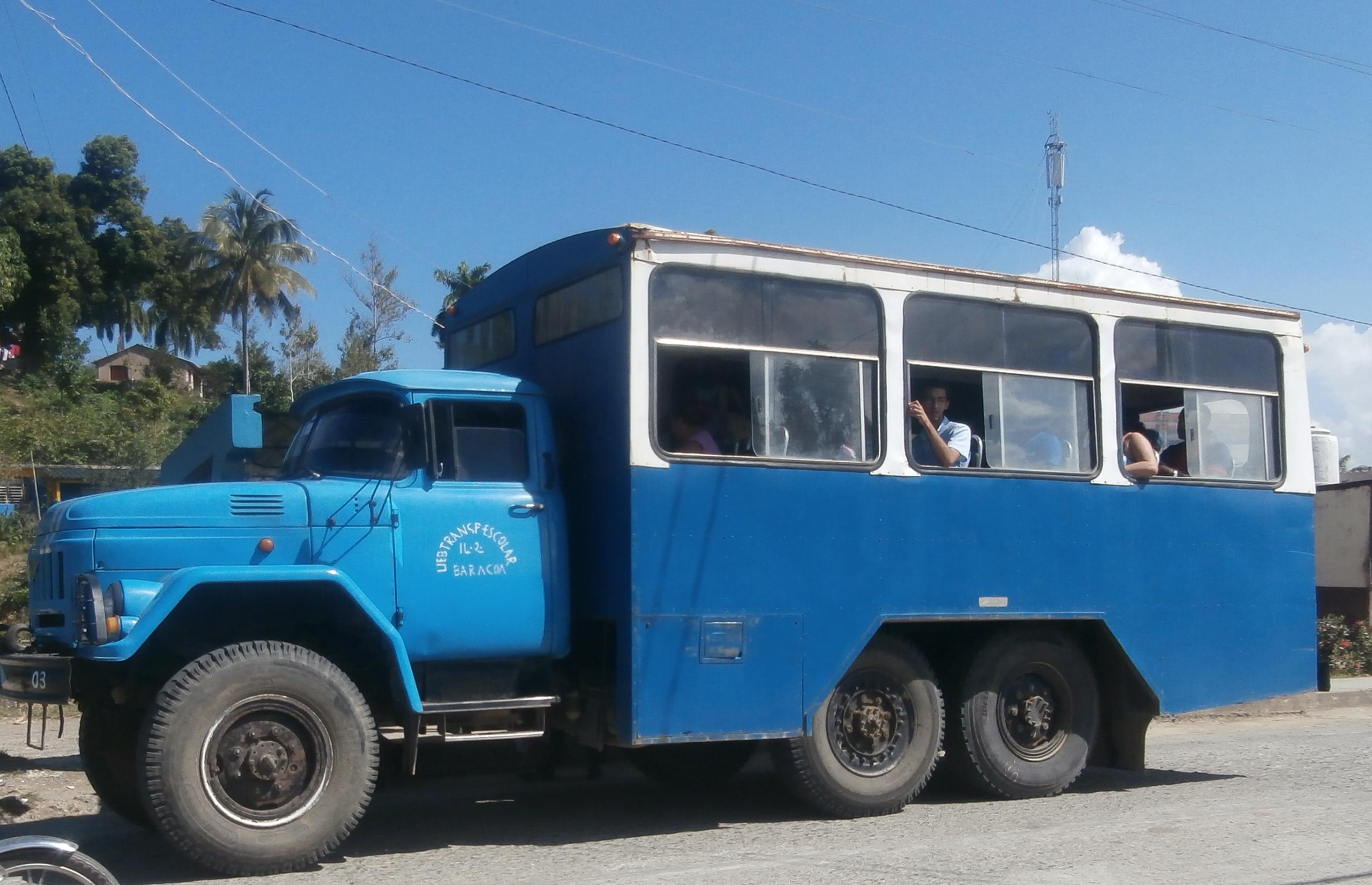
公共汽車
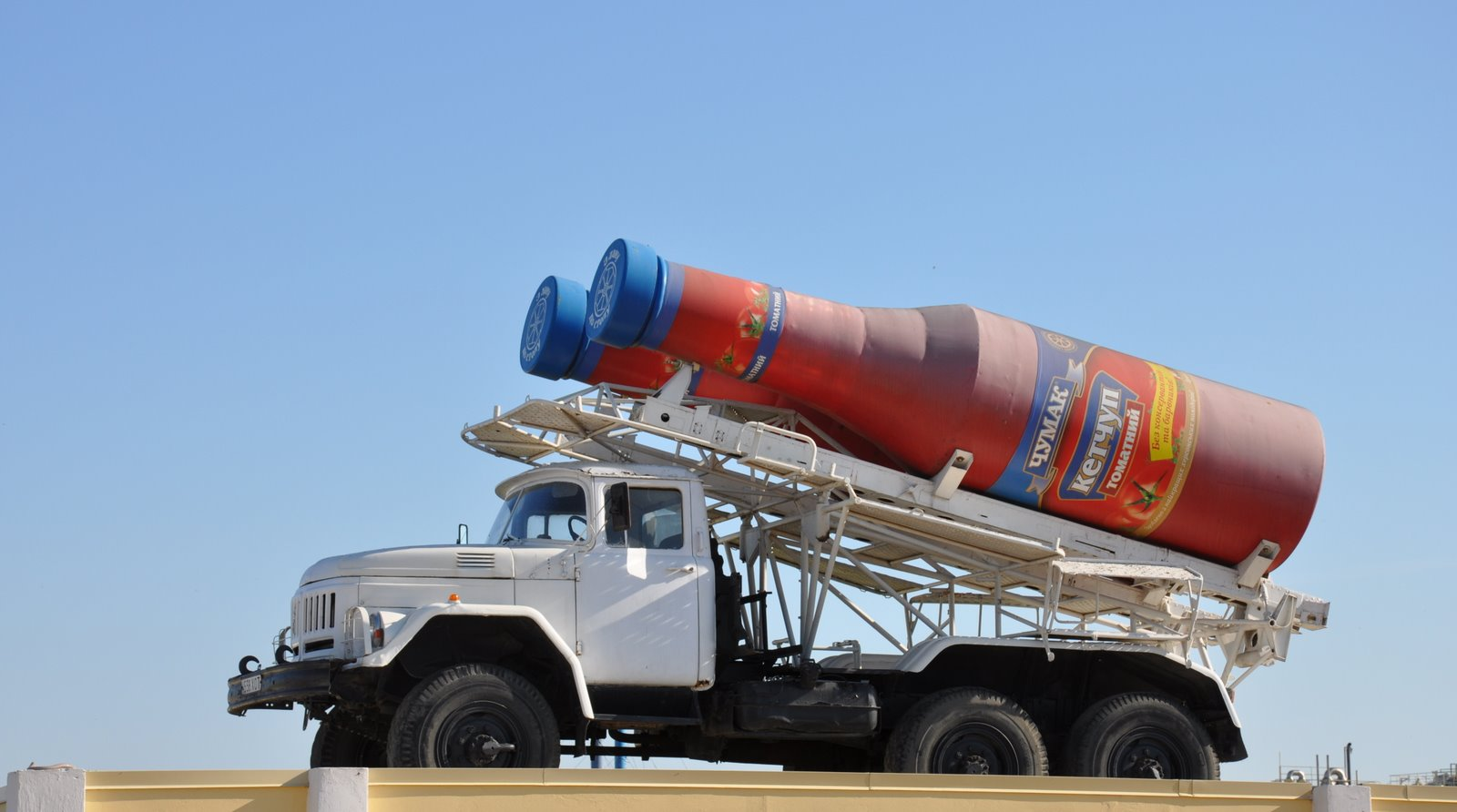
賣茄汁的廣告車

## 簡介
ZIL-131卡車是由民用的ZIL-130卡車發展而來的軍用卡車，兩者也有很多零件可以互用。ZIL-131的動力系統是防水密封，能在崎嶇不平的野外地面上平穩行駛，也能在零下40度的凍原和55度的沙漠使用。其車頭正面有絞盤可以用來拉動重物，其車前的防撞桿也很闊而且有防滑，可以作為修車時的腳踏，ZIL-131是多用途的故也衍生出眾多變形車。
現在也有很多ZIL-131卡車流落民間成為民用車。

## 使用國家（軍用）
- 苏联
- 俄羅斯
- 乌克兰
- 东德
- 羅馬尼亞
- 匈牙利
- 保加利亚
- 中國
- 捷克
- 伊拉克
- 波蘭
- 秘魯
- 阿富汗
- 越南